# IC 874
IC 874 је спирална галаксија у сазвјежђу Хидра која се налази на листи објеката дубоког неба у Индекс каталогу.
Деклинација објекта је - 27° 37' 42" а ректасцензија 13h 19m 0,5s. Привидна величина (магнитуда) објекта IC 874 износи 12,5 а фотографска магнитуда 13,5. Налази се на удаљености од 25,445 милиона парсека од Сунца. IC 874 је још познат и под ознакама ESO 508-42, MCG -4-31-50, PGC 46410.